# Howard Donald
Howard Paul Donald, né le 28 avril 1968 dans le Tameside près de Manchester, est un chanteur britannique et membre du célèbre groupe Take That.

## Jeunesse
Howard est né à Droylsden dans la région de Manchester au Royaume-Uni. Son père était professeur de danse latine et sa mère était chanteuse, mais ses parents se séparèrent quand Howard avait 8 ans. Howard a deux grands frères Michael et Colin, un petit frère Glenn et une petite sœur Samantha. Il alla à l’école Moreside Junior High School puis dans une école pour garçons Little Moss High School. Howard n’était pas très assidu et préférait faire du vélo et du break-dance.
Il entreprit alors un apprentissage pour peindre des voitures. Il obtint son premier boulot au Garage Wimpole. Mais sa vraie passion resta le break-dance. Il faisait partie d’un groupe de break-dancers, les RDS Royal. Il rencontra Jason Orange au club Apollo à Manchester. Jason faisait partie d’un autre groupe et ils décidèrent de monter leur propre groupe « Streetbeat ». C’est ainsi qu’ils rencontrèrent Nigel Martin-Smith.

## Les années Take That
Pendant les années Take That, Howard était surtout un danseur du groupe. Il essaya quand même de composer des chansons, notamment If this is love qui figure sur le 2e album des Take That. Il chanta également en lead l’épique Never Forget qui fut numéro 1.

## Après Take That
Howard est celui qui a le plus mal vécu la séparation de Take That. Néanmoins il décida de se lancer lui aussi dans une carrière solo. Il enregistra Speak without words, une ballade dont le clip fut tourné à Cuba. Mais sa maison de disques le lâcha avant même la sortie du single. Howard écrivit alors des chansons pour d’autres artistes dont Kavana (Crazy chance).
En 1999, il devint papa d’une petite Grace avec sa petite amie Vicky avec qui il sortait avant la fin de Take That. Il se lança ensuite dans une carrière de DJ de House Music sous le nom de DJ HD. Il est désormais reconnu et réputé dans sa profession, il travaille dans toute l’Europe, notamment en Allemagne, en Suisse, en Autriche et même jusqu’en Russie ainsi que tous les étés à Ibiza.
Il vit désormais entre l’Allemagne et l’Angleterre. Il vit en Allemagne avec sa nouvelle petite amie allemande Marie avec qui il a une deuxième petite fille, Lola, et en Angleterre il réside à Bournemouth pour être près de sa fille aînée qui vit avec Vicky.

## Le retour
Howard a achevé en 2005 une tournée triomphale au Royaume-Uni avec le groupe Take That après 10 ans de séparation. Ils ont notamment joué à Milton Keynes devant 70 000 personnes en juin 2006. Le nouvel album de Take That Beautiful World sorti le 27 novembre 2006 fut numéro 1 à travers l'Europe et marque définitivement le retour du premier boysband. Howard y chante en solo sur les chansons Beautiful World et Mancunian Way. Une grande tournée des plus grandes salles européennes débutera en octobre et passera par l'Irlande, la Grande-Bretagne, l'Italie, l'Espagne, l'Allemagne, la Suisse, l'Autriche et les Pays-Bas.